# Bytholeucon hiscens
Bytholeucon hiscens är en kräftdjursart som först beskrevs av Bishop 1981.  Bytholeucon hiscens ingår i släktet Bytholeucon och familjen Leuconidae. Inga underarter finns listade i Catalogue of Life.